# Verre doseur

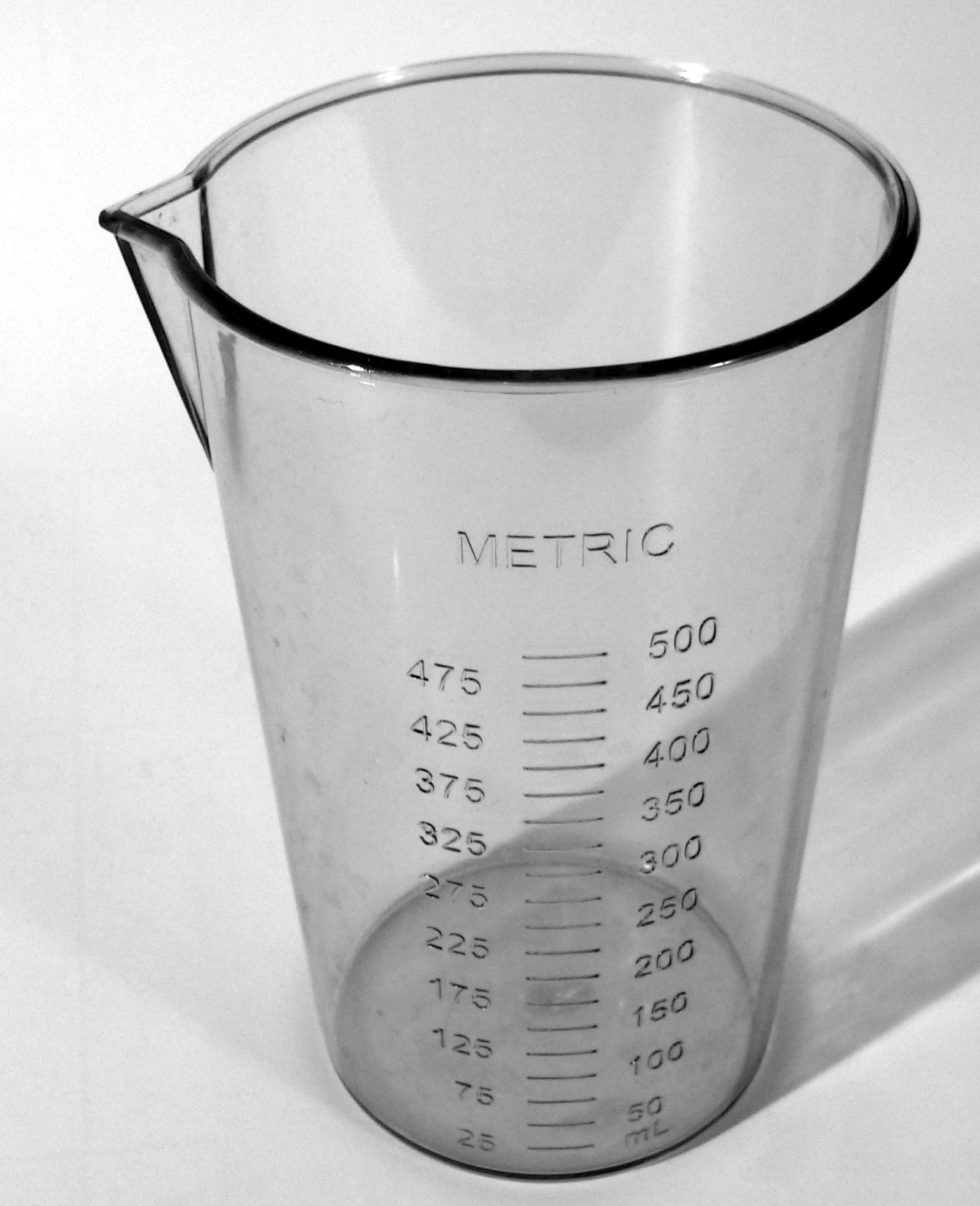
Un verre doseur.

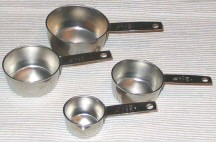
coupes mesureuses

Un verre doseur, aussi appelé bol doseur, est un ustensile de cuisine basé sur le principe des éprouvettes graduées et servant à mesurer le volume des ingrédients dans le cadre de la préparation d'un plat selon une recette. Il s'agit d'un récipient en verre ou en plastique transparent dont la hauteur porte différentes graduations correspondant au volume du produit situé en dessous ; il ne peut donc s'agir que de liquides ou d'ingrédient à la fluidité suffisante pour remplir le récipient sans laisser de vides. L'utilisateur verse le produit jusqu'à ce que la surface du contenu arrive au niveau de la graduation correspondant au volume désiré. La masse correspondant à certains ingrédients courants comme la farine ou le sucre peut également y être indiquée, afin d'éviter des conversions, la masse et le volume étant proportionnels.